# Linia kolejowa nr 128
Linia kolejowa Radzionków – Nakło Śląskie – jednotorowa, zelektryfikowana, drugorzędna linia kolejowa otwarta w 1899 roku, zelektryfikowana od 23 maja 1974 roku, a od roku 1990 używana jako linia towarowa.